# Су-35C
Якщо Ви шукаєте статтю про перший варіант Су-35, див. Су-35.
Су-35C (за кодифікацією НАТО: Flanker-M) — російський реактивний надманеврений багатоцільовий винищувач покоління 4++, розроблений в ДКБ Сухого, є глибокою модернізацією платформи Т-10С.
Офіційно винищувач не має в назві буквених позначень, однак, щоб уникнути плутанини з першим варіантом Су-35, позначається як Су-35C.

## Історія
У 2006 році розпочато виробництво настановної партії Су-35. Початок льотних випробувань першого зразка нової партії було намічене на середину 2007 року, проте терміни початку льотних випробувань були перенесені на початок 2008 року.
Складання першого дослідного оновленого літака Су-35С (б/н 901) була завершена влітку 2007 року на «КНААПО ім. Ю. А. Гагаріна», після чого машина була представлена на авіасалоні МАКС-2007 на статичній стоянці.
Перший політ дослідного багатофункціонального винищувача Су-35С з двигунами ВАТ «НВО Сатурн» АЛ-41Ф1С відбувся 19 лютого 2008 року в ЛДІ імені Громова. Літак пілотував Заслужений льотчик-випробувач РФ Сергій Богдан.
20 лютого 2008 року літак був представлений тодішньому Президенту РФ В. В. Путіну і першому віце-прем'єру В. І. Зубкову під час їх відвідин міста Жуковський.
7 липня 2008 року Су-35С успішно здійснив перший демонстраційний політ в Жуковському. 2 жовтня 2008 року з аеродрому Комсомольського-на-Амурі авіаційного виробничого об'єднання ім. Ю. А. Гагаріна (КНААПО) піднявся у повітря другий льотний зразок.
У лютому 2009 року, ДКБ «Сухой» заявило, що планується підключити до льотних випробувань ще один літак і довести кількість польотів на трьох винищувачах, що виконують програму льотних випробувань, до 150—160. Передбачається завершити статичні випробування, почати відпрацювання режиму «надманевреність».
18 серпня 2009 року в підмосковному Жуковському в рамках авіаційно-космічного салону МАКС-2009 укладена найбільша в Росії за останні десятиліття угода із закупівлі бойових літаків. Домовленість передбачає постачання 48 новітніх багатофункціональних винищувачів Су-35С з 2010 по 2015 включно. Подібний контракт також планується укласти на 2015—2020 роки.
У липні 2010 року Компанія «Сухой» заявила про завершення попередніх випробувань Су-35С, про повне підтвердження встановлених характеристик комплексу бортового обладнання та характеристик «надманевреність» і про готовність до проходження державних випробувань на бойове застосування спільно з льотчиками ВПС Росії.
Початок програми державних випробувань заплановано на вересень-жовтень 2010 року, в них брали участь 6 машин, 2 з яких вже готові до випробувань і третя повинна приєднатися до них до кінця року.

## Особливості
Винищувач Су-35С є глибокою модернізацією Су-27, має значною мірою новий посилений планер; на відміну від «старого» Су-35 (Су-27М) не має переднього горизонтального оперення, має передову інформаційно-керуючу систему, радіолокаційну станцію з пасивною фазованою антенною решіткою «Н035 Ірбіс», а також нові двигуни АЛ-41Ф1С розробки НВО «Сатурн» з плазмовою системою запалювання і керованим вектором тяги. Ці двигуни відповідають вимогам до двигуна для винищувача п'ятого покоління, зокрема дозволяють розвивати надзвукову швидкість без використання форсажу, відрізняючись лише використанням старої електронно-механічної системи управління. Помітність літака щодо винищувачів четвертого покоління була знижена завдяки застосуванню композиційних матеріалів і радіопоглинаючих покриттів, також можлива установка радар-блокерів в повітрозабірники двигунів.

## Конструкція

### Планер
Див. планер Су-27
Планер Су-35С був перекомпонований у порівнянні з базовим варіантом і покривається спеціальними матеріалами для зниження ЕПР.

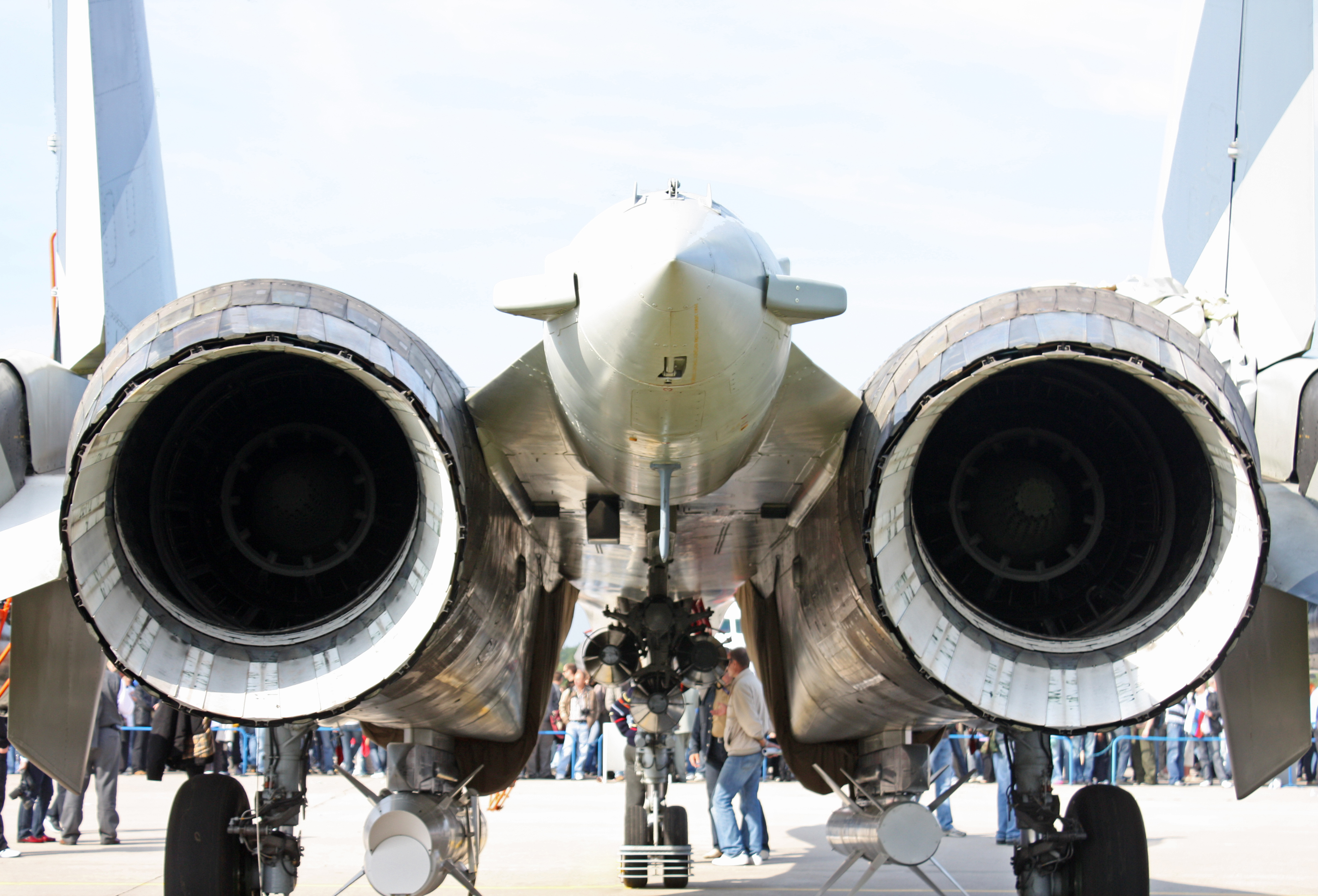
Двигуни «Виріб 117С» з КВТ

### Двигуни
На Су-35С встановлено два двоконтурних турбореактивних двигуни «АЛ-41Ф1С» з форсажною камерою і керованим як в горизонтальній, так і вертикальній площині вектором тяги. Двигуни є «спрощеним» варіантом двигуна для винищувача п'ятого покоління «АЛ-41Ф1», від нього АЛ-41Ф1С відрізняє знижена форсажна і безфорсажна тяга та застосування електронно-механічної системи управління. Форсажна тяга кожного двигуна АЛ-41Ф1С становить 14500 кгс, у безфорсажному режимі максимальна тяга становить 8800 кгс. Двигуни дозволяють винищувачу розвивати надзвукову швидкість без використання форсажу. Надалі передбачається встановлювати на Су-35С двигуни «Виріб 117».

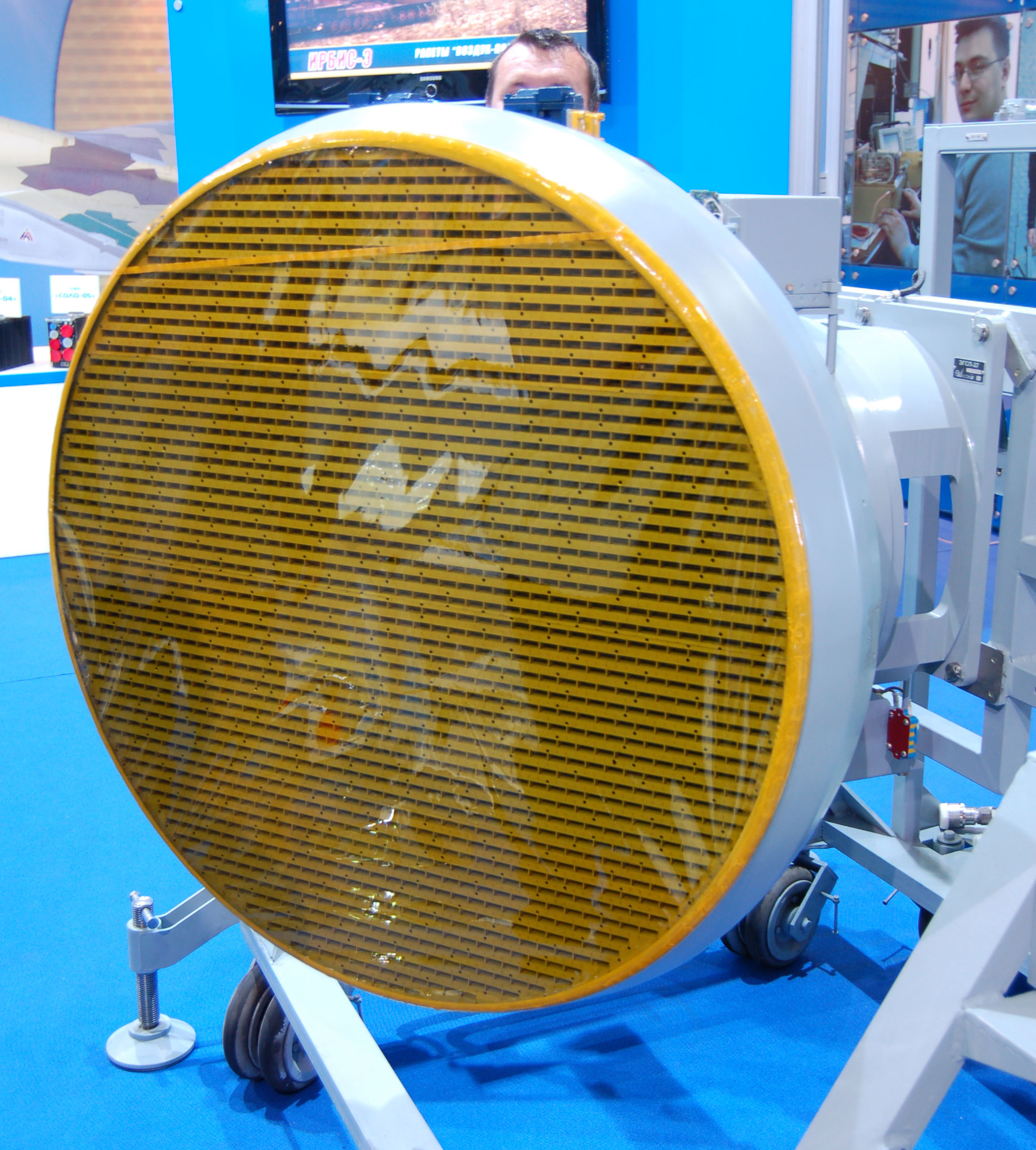
РЛС Н035 Ірбіс з ПФАР

ВГТД ТА14-130-35 — сучасний допоміжний газотурбінний двигун з еквівалентною потужністю 105 кВт. Двигун призначений для використання в ДСУ літака Су-35С. Забезпечує кондиціонування кабіни відсіків літака і електроживлення змінним струмом 200/115В потужністю до 30кВА бортових споживачів.

### Авіоніка
На Су-35С встановлена РЛС з пасивною фазованою антенною решіткою Н035 Ірбіс. У лінійних елементах фюзеляжу (ніс крила і кілів) будуть розміщені додаткові РЛС L-діапазону. На додаток до радіолокаційних засобів, використовується оптико-локаційні станції.
Літак оснащується засобами радіоелектронної боротьби, а також може оснащуватися станціями групового радіоелектронного захисту.
Інтерфейс кабіни пілота базується на двох рідкокристалічних дисплеях з можливістю роботи в багатоекранному режимі і голографічному індикаторі на лобовому склі.

## Модифікації
- Су-35 — базовий варіант. Су-27М пропонувався на експорт під назвою Су-35.
- Су-35С — варіант для ВПС Росії. Глибоко модернізований надманеврений багатофункціональний винищувач покоління «4++»[16]. У ньому використані технології п'ятого покоління, які забезпечують перевагу над винищувачами аналогічного класу. Су-35С здійснив перший політ у лютому 2008 року.

## Оператори

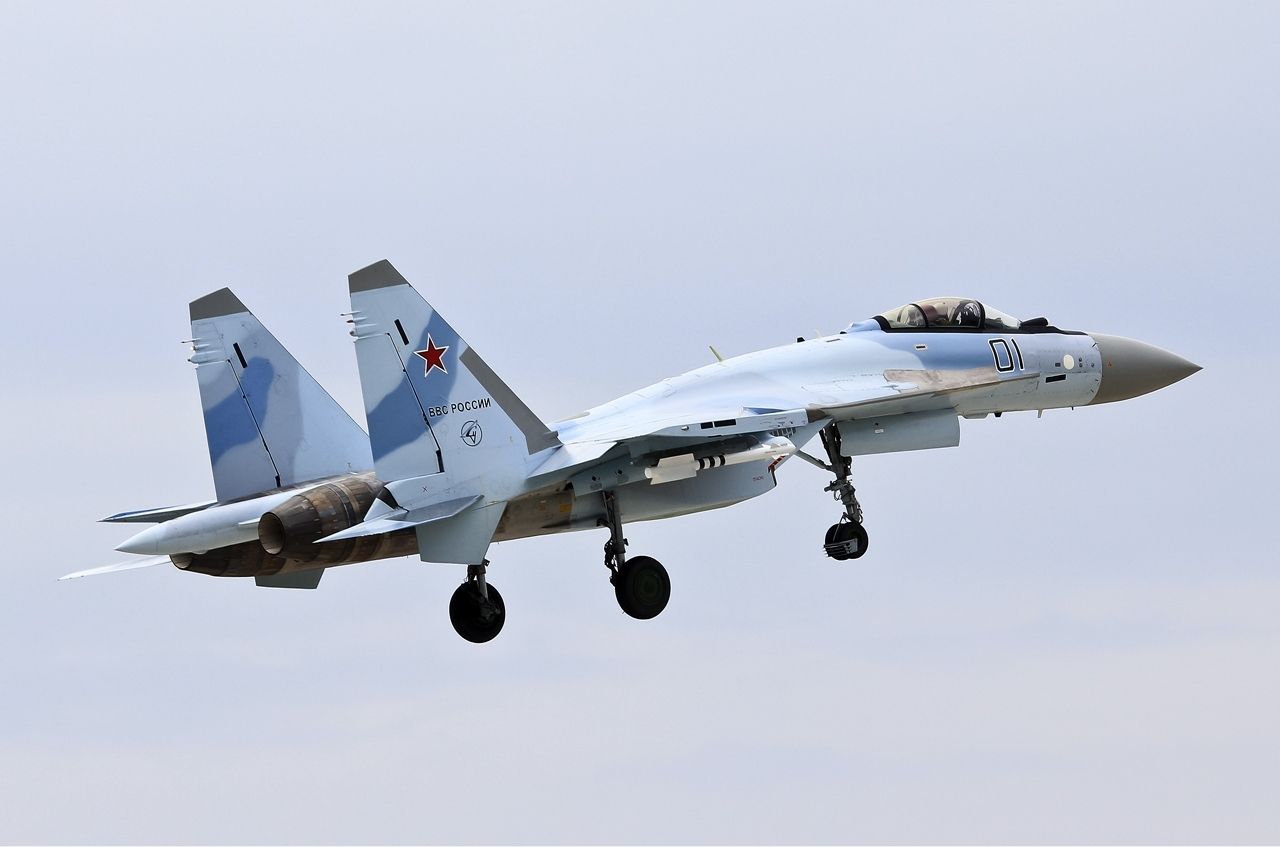
Су-35С ВПС РФ

- Росія
  - ВПС Росії — близько 117 одиниць Су-35С на озброєнні, станом на 2025 рік[17].
  - Авіаційна група ПКС РФ в Сирії (АвБ Хмеймім) — 6 одиниць на озброєнні, станом на 2025 рік[18].
- КНР
  - ПС КНР —  24 Су-35С на озброєнні, станом на 2025 рік[19].

## Тактико-технічні характеристики
Характеристики вказані для СУ-35С, Джерела: 

### Технічні характеристики
- Екіпаж: 1 людина
- Довжина: 21,95 м
- Розмах крила: 14,75 м
- Висота: 5,9 м
- Площа крила: 62 м ²
- Кут стрілоподібності по передній кромці: 42°
- Шасі: трьохопорне, з передньою стійкою, що забирається
- Маса:
  - Порожнього: 19 000 кг
  - Нормальна злітна маса: 25 500 кг
  - Максимальна злітна маса: 38 800 кг
  - Маса палива: 11 500 кг
- Двигун:
  - Тип двигуна: ТРДД з форсажною камерою і керованим вектором тяги
  - Модель: АЛ-41Ф1С
  - тяга:
    - Максимальна: 2 × 8 800 кгс
    - Форсажна: 2 × 14 500 кгс

  - Маса двигуна: 1520 кг
  - Керування вектором тяги:
    - Кути відхилення вектора тяги: ± 16 ° в будь-якому напрямку, ± 20 ° у площині
    - Швидкість відхилення вектора тяги: 60°/с

### Льотні характеристики
- Максимальна швидкість:
  - На висоті: 2500 км/год (2,35 М)
  - У землі: 1400 км/год (1,17 М)
- Максимальна безфорсажна швидкість: 1300 км/год (1,1 М. На першому прототипі, при прискоренні без використання форсажу — 1,1 М[b])
- Дальність польоту:
  - На висоті: 3600 км (без ППБ)
  - У землі: 1580 км
- Перегінний радіус: 4500 км (з 2 × ПТБ-2000)
- Бойовий радіус: 1600 км (приблизно)[25]
- Практична стеля: 19000 м
- Довжина розбігу/пробігу: 400/650 м
- ЕПР: 0,5-2 м²
- Навантаження на крило:
  - При максимальній злітній масі: 500 кг/м²
  - При нормальній злітній масі: 410 кг/м²
- тягооснащеність:
  - При максимальній злітній масі: 0,81
  - При нормальній злітній масі: 1,14

### Озброєння
- Стрілецько-гарматне:30 мм авіаційна гармата ГШ-30-1, 150 сн.
- Точки підвісу: 12
- Бойове навантаження: 8 000 кг
- Керовані ракети:
  - ракети «повітря-повітря»:
    - середньої дальності:
      - до 12 × Р-77-1
      - до 2 × Р-27ЭТ

    - малої дальності:
      - 6 × Р-73

    - великої дальності:
      - 4 × Р-37M

  - ракети «повітря — поверхня»:
    -       - 6 × Х-29Т або Х-38М

    - Протикорабельні ракети:
      - 6 × Х-31, Х-35У або 2 × Х-59М
      - 1 × П-800 Онікс
- Некеровані ракети:
  - 6 × С-8
  - 6 × С-25
- Бомби:
  - Кориговані бомби:
    - 8 × КАБ-500КР(ОД)
    - 3 × КАБ-1500КР(ЛГ)

### Авіоніка
На винищувачах Су-35С використовується радіолокаційна станція з пасивною фазованою антенною решіткою Н035 Ірбіс.
Характеристики РЛС:
- Діапазон частот: X (8-12 GHz)
- Діаметр ФАР: 900 мм
- Кількість: 1772
- Цілі:
  - Виявлення та супровід: 4 наземні + 30 повітряних
  - Одночасний обстріл: 8
- Дальність виявлення цілей:
  - З ЕПР 3 м² понад 400 км (в зоні 100 кв. Градусів)
  - З ЕПР 1 м² більше 300 км
  - З ЕПР 0,5 м² більше 240 км
  - З ЕПР 0,1 м² більше 165 км
  - З ЕПР 0,01 м² більше 90 км
- Кути огляду: 240 ° (± 120 °)
- Середня потужність: 5000 Вт
- Пікова потужність: 20000 Вт

## Бойове застосування

### Російсько-українська війна
3 квітня 2022 року розрахунок ППО 81 Десантно-штурмової бригади ЗСУ знищили Су-35С зі складу 159-го винищувального авіаційного полку ПКС РФ. Пілот Су-35С Сергій Єрмалов потрапив у полон.
За словами затриманого російського пілота, він є майором Повірятно-космічних сил РФ. Проходить службу в 159-му гвардійському винищувальному авіаційному полку, що базується на аеродромі Бесовець, Республіка Карелія. Полк отримав перші Су-35С у 2016 році.
Сергій Єрмалов розповів, що встиг здійснити 15 бойових вильотів на територію України. Останнім бойовим завданням пілота став пошук українських підрозділів ППО. Літак, яким він востаннє керував, був озброєний протирадіолокаційною ракетою Х-31 та керованими ракетами.
Під час російського вторгнення в Сирію Єрмалов здійснив 40 бойових вильотів.
Вночі з 4 на 5 квітня 2022 року пара Су-35С російських загарбників з повітряного простору Білорусі здійснила пуск чотирьох крилатих ракет, імовірно по об'єктах на заході України. Засобами української протиповітряної оборони три ракети вдалось знищити, одну було пошкоджено і вона не змогла точно потрапити в ціль.
Наведення ракет противником та ведення розвідки щодо результатів удару здійснювалося двома БПЛА оперативно-тактичного рівня, які теж знищені підрозділами зенітних ракетних військ повітряного командування «Захід».

## Аварії і події
- 26 квітня 2009 року на аеродромі Дзьомгі в Комсомольську-на-Амурі зазнав аварії третій льотний екземпляр (прототип) Су-35 б/н 904. При швидкісній пробіжці літак зійшов із злітно-посадкової смуги і зіткнувся з перешкодою. Причиною аварії стала відмова системи управління двигуном. Льотчик-випробувач Євген Фролов встиг катапультуватися[30][31][32].
- 3 квітня 2022 року один винищувач ЗС РФ був збитий силами ППО ЗСУ під Ізюмом[33].
- 19 лютого 2024 року ПС ЗСУ збили один винищувач на сході України
- 7 червня 2025 року ПС ЗСУ збили винищувач Су-35С у Курській області[34].